# Toparca
Toparchēs (en griego: τοπάρχης, "gobernante del lugar"), hispanizado como toparca, es un término griego para designar al gobernador de un distrito, siendo posteriormente usado para el territorio de dicho gobernante. En tiempos bizantinos pasó a usarse para gobernantes semiindependientes o independientes en la periferia del mundo bizantino.

## Reino Ptolemaico
El término se originó en tiempos helenísticos, cuándo se establecieron topos (τόπος, "sitio") como unidades administrativa, notablemente en el reino Ptolemaico pero también entre los seléucidas y atálidas en menor medida. El topos tolemaico comprendía varios pueblos (komai, sing. komē) bajo un toparchēs y era en sí una subdivisión del nomos o provincia gobernada por un strategos. En el Egipto tolemaico el toparca era normalmente un egipcio responsable de la recolección de impuestos y la administración, de forma similar al nomarchēs para el nomos y el komarchēs para cada komē. 
El título siguió en uso en el Oriente helenizado durante el Imperio Romano para designar al gobernador de un distrito llamado toparquía (en singular toparquía, de griego τοπαρχία, toparchia). Según algunas fuentes, las toparquías constitúan hyparchies como Gaulanitis, Galilea, Samaria, Judea, Peraia e Idomea en tiempos del Nuevo Testamento.

## Imperio bizantino
En las Novellae Constitutiones del emperador Justiniano I, (siglo VI) el término toparca abarcaba a todos los magistrados  locales, tanto civil como militar.
Los autores bizantinos aun así utilizaban el término para referirse a monarcas locales, especialmente durante siglos X-XIII, cuando según el bizantinista Paul Lemerle, "un toparchēs era el gobernante independiente de un territorio extranjero contiguo al Imperio... de alguna manera bajo la influencia del Imperio, dado que se supone que se pueda rebelar contra el mismo". Este uso aplicaba no sólo a gobernadores bizantinos autónomos de facto durante las crisis militares y la desintegración administrativa de los siglos XI-XII sino también a gobernantes independientes en la periferia del Imperio bizantino de territorios que los bizantinos consideraban suyos de jure (p. ej. el emir de Creta, varios señores turcos en Anatolia o los gobernantes de Bulgaria y Serbia).
En este contexto, autor del siglo XI Cecaumeno dedicó una parte grande de su Strategikon a aconsejar a los toparcas sobre su conducta y trato con el emperador y otros gobernadores bizantinos.